# Tatra K2P
Tatra K2P (též Tatra K2R.P) je dvoučlánková kloubová tramvaj, která vznikla modernizací československé tramvaje Tatra K2 v počtu 25 kusů. Rekonstrukce probíhaly mezi lety 2000 a 2005, modernizované tramvaje provozuje Dopravní podnik města Brna (DPMB) a Dopravní podnik Ostrava (DPO).

## Historické pozadí
Po finančně náročnějších modernizacích tramvají K2 na typy K2R a K2R.03 s čely s novým designem přistoupil DPMB (vzhledem k omezeným finančním prostředkům) k úspornějším modernizacím, jejichž hlavním účelem bylo nahradit původní nehospodárnou elektrickou výzbroj. Po čtyřech vozech Tatra K2T s výzbrojí ČKD TV14, na jejichž dodání musel dopravní podnik kvůli krachu výrobce dlouho čekat, bylo rozhodnuto o využití výzbroje TV Progress od firmy Alstom (nyní Cegelec), čímž vznikl typ K2P.
Dopravní podnik Ostrava zmodernizoval na typ K2R.P dvě své tramvaje K2, zbylé byly již předtím rekonstruovány na typ Tatra K2G a s poslední se původně počítalo jako historickým vozem.

## Modernizace

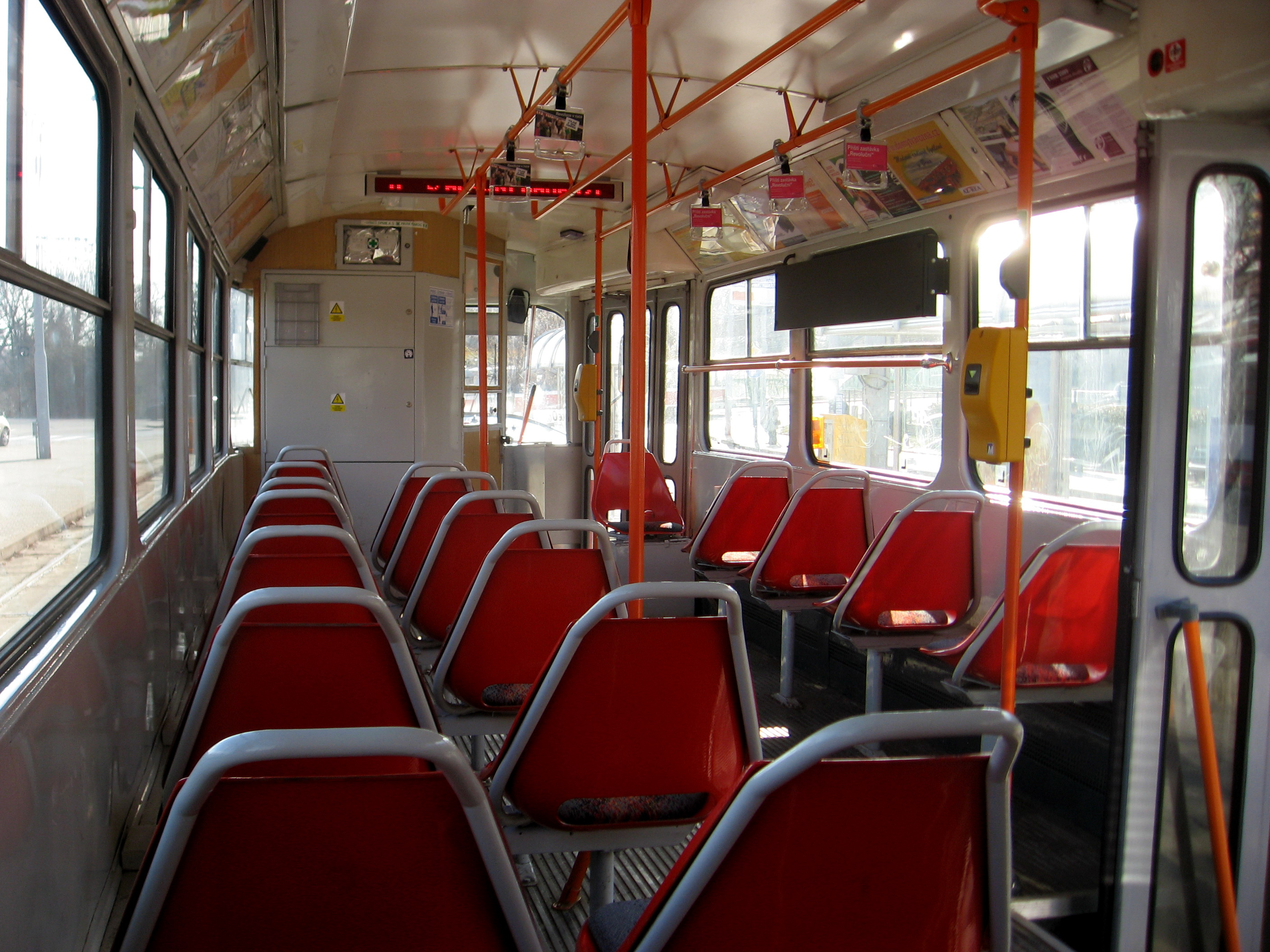
Interiér brněnského vozu K2P

Při brněnské modernizaci na typ K2P byla vozová skříň tramvaje kompletně opravena, ošetřena proti korozi, původní vlnité boční plechy, charakteristické pro typ K2, byly vyměněny za rovné, přední čelo vozu bylo upraveno pro instalaci elektronického panelu. Interiér tramvaje byl nově obložen, původní laminátové sedačky byly částečně vypolstrovány, byla vyměněna gumová podlahová krytina, elektrické odporové topení bylo přesunuto do bočnic, byly osazeny nové dveřní pohony a poptávkové otvírání cestujícími, některé vozy rovněž obdržely nové skládací dveře. Novinkou byla také instalace akustického a optického informačního systému pro cestující. Upravena byla i kabina řidiče, ovládací pult byl modernizován, nově je tramvaj ovládána ručním řadičem (místo pedály).
Hlavní změnou při modernizaci byla náhrada původní odporové elektrické výzbroje UA12 za novou tranzistorovou TV Progress na bázi IGBT tranzistorů s rekuperací. Rovněž motorgenerátor byl nahrazen statickým měničem. Tramvaje také obdržely nový polopantograf (kromě vozu č. 1119).
Vozy č. 1080 a 1097 se odlišují chladicí jednotkou pro kabinu řidiče, protiskluzovou podlahovou krytinou a několika dalšími detaily.
U ostravských tramvají K2R.P byla instalována výzbroj TV Progress, byl zmodernizován interiér, namontována chladicí jednotka kabiny řidiče a osazeny elektronické panely informačního systému.

## Provoz tramvají Tatra K2P

### Brno
| Provoz | Článek | Typ | Roky modernizací | Počet vozů | Poznámky |
| ------ | ------ | --- | ---------------- | ---------- | -------- |
| Brno   | článek | K2P | 2000–2002        | 23 kusů    |          |

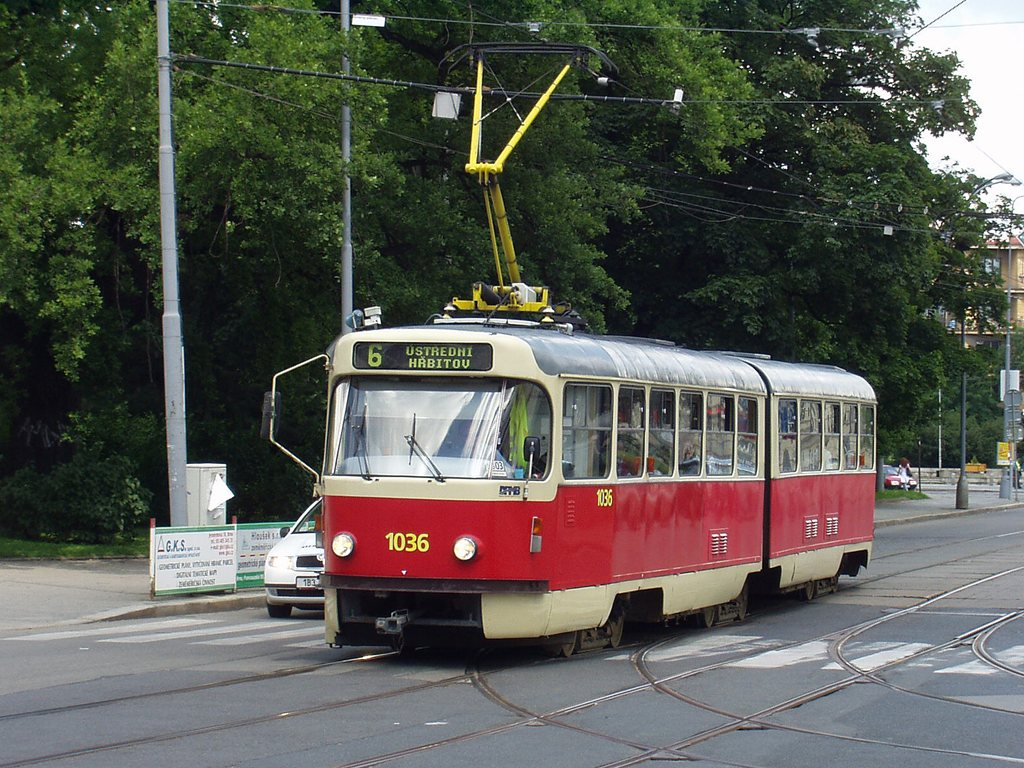
Brněnská tramvaj K2P v původním unifikovaném nátěru

Všechny brněnské tramvaje K2P byly modernizovány během tří let 2000 až 2002. V roce 2000, během dokončování tramvají K2T, bylo rekonstruováno šest vozů na typ K2P (č. 1023, 1024, 1036, 1042, 1047 a 1119). Následující rok vyjelo do ulic dalších devět tramvají K2P (č. 1026, 1031, 1032, 1041, 1046, 1051, 1052, 1062 a 1077) a v roce 2002 dalších šest vozů (1048, 1085, 1086, 1107, 1116 a 1118). Všechny tyto tramvaje byly modernizovány v ústředních dílnách DPMB, vyjma tramvaje evidenčního čísla 1048, jejíž karoserie byla opravena již v roce 2001 v Dopravním podniku Ostrava a dokončena byla v dílnách DPMB (el. výzbroj) roku 2002.
Jako jedny z posledních byly modernizovány tramvaje č. 1080 a 1097 (v roce 2002) ve firmě Pars nova Šumperk, proto se částečně odlišují svým provedením.
V březnu 2019 byl vyřazen první vůz č. 1023, od června 2020 probíhá další vyřazování v souvislosti s dodávkami nových tramvají EVO2. Na podzim 2022 zůstal v provozu poslední vůz K2P č. 1080.

### Ostrava
| Provoz  | Článek | Typ   | Roky modernizací | Počet vozů | Poznámky |
| ------- | ------ | ----- | ---------------- | ---------- | -------- |
| Ostrava | článek | K2R.P | 2004–2005        | 2 kusy     |          |

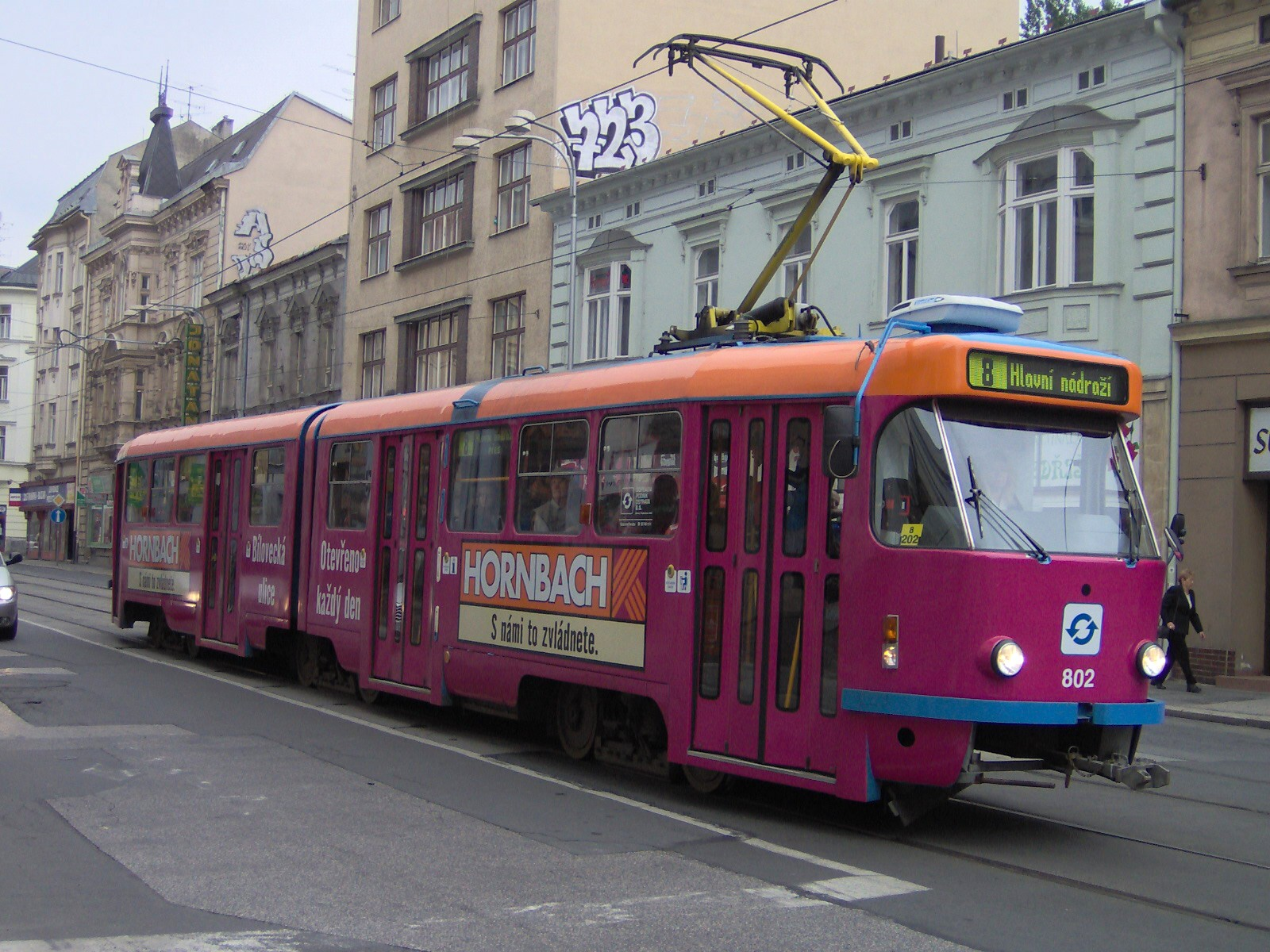
Ostravská tramvaj K2R.P

Po modernizacích novějších ostravských tramvají K2 na typ K2G ve druhé polovině 90. let 20. století (č. 805–811) se se zbylými vozy K2 (č. 802–804) počítalo na dožití a poté jako s historickými tramvajemi. Přesto však proběhla v roce 2004 modernizace vozu č. 802 na typ K2R.P, stejný osud potkal o rok později tramvaj č. 803, takže poslední nerekonstruovanou tramvají se stal vůz č. 804 (vyřazen ještě v roce 2005). V roce 2018 byly obě tramvaje K2R.P kvůli dodávce nových vozidel Stadler Tango NF2 vyřazeny z provozu. Vůz č. 802 byl následně převeden do sbírky místního Kroužku přátel MHD, později získal nové ev. č. 8210 a od ledna 2019 byl využíván jako technologický vůz ke komerčním účelům, S tramvají č. 803 se do budoucna počítalo coby s historickým exponátem DP Ostrava. V roce 2023 bylo rozhodnuto kvůli špatnému technickému stavu vůz č. 803 vytěžit na náhradní díly a jako historickou tramvaj ponechat vůz č. 802. Ta byla roku 2024 rekonstruována do historické podoby z roku 2004, tedy po modernizaci na typ K2R.P.

## Historické vozy
| Původní provoz | Evidenční číslo | Současný majitel | Typ   | Rok výroby      | Historický od roku | Poznámka | Zdroj |
| -------------- | --------------- | ---------------- | ----- | --------------- | ------------------ | -------- | ----- |
| Ostrava        | 802             | DP Ostrava       | K2R.P | 1966, reko 2004 | 2024               |          | [ 9 ] |